# Lovász Zsuzsanna
Lovász Zsuzsanna (1976. december 17. –) válogatott kézilabdázó.
Lovász Zsuzsanna világversenyen először 2002-ben volt a magyar válogatott tagja. Sikerült élnie a lehetőséggel, hiszen a 2003-as világbajnoki menetelésben már főszerepet játszott. Kiemelkedően jól értékesítette a helyzeteit ezen a világbajnokságon, 70% feletti helyzetkihasználása az ötödik helyhez segítette hozzá a torna góllövőlistáján 48 találattal, amelyet mind akcióból ért el.
Térdsérülése miatt a 2004-es idényben hosszabb kényszerpihenőre kényszerült, műtéte után visszatérve újra a Dunaferr elsőszámú jobbszélsőjének számított, és 2008 márciusában a válogatottba is visszakerült. A Dunaferr pénzügyi gondjai miatt röviddel a bajnokság megkezdése előtt Hódmezővásárhelyre igazolt. A 2008/2009-es szezonban meghatározó tagja volt csapatának, mégis 2009 nyarán inkább a visszavonulás mellett döntött.

## Sikerei

### Klubcsapatban
- EHF-kupa döntős: 2002
- Magyar bajnokság: 
  - győztes: 2004
  - 2. helyezett: 2005, 2008
  - 3. helyezett: 2006, 2007
- Magyar Kupa: 
  - győztes: 2004
  - 2. helyezett: 2008
  - 3. helyezett: 2007

### Válogatottnál
- Világbajnokság: ezüstérmes: 2003
- Európa-bajnokság: bronzérmes: 2004
- Olimpia: ötödik: 2004